# 독일 연방 헌법 (1871년)

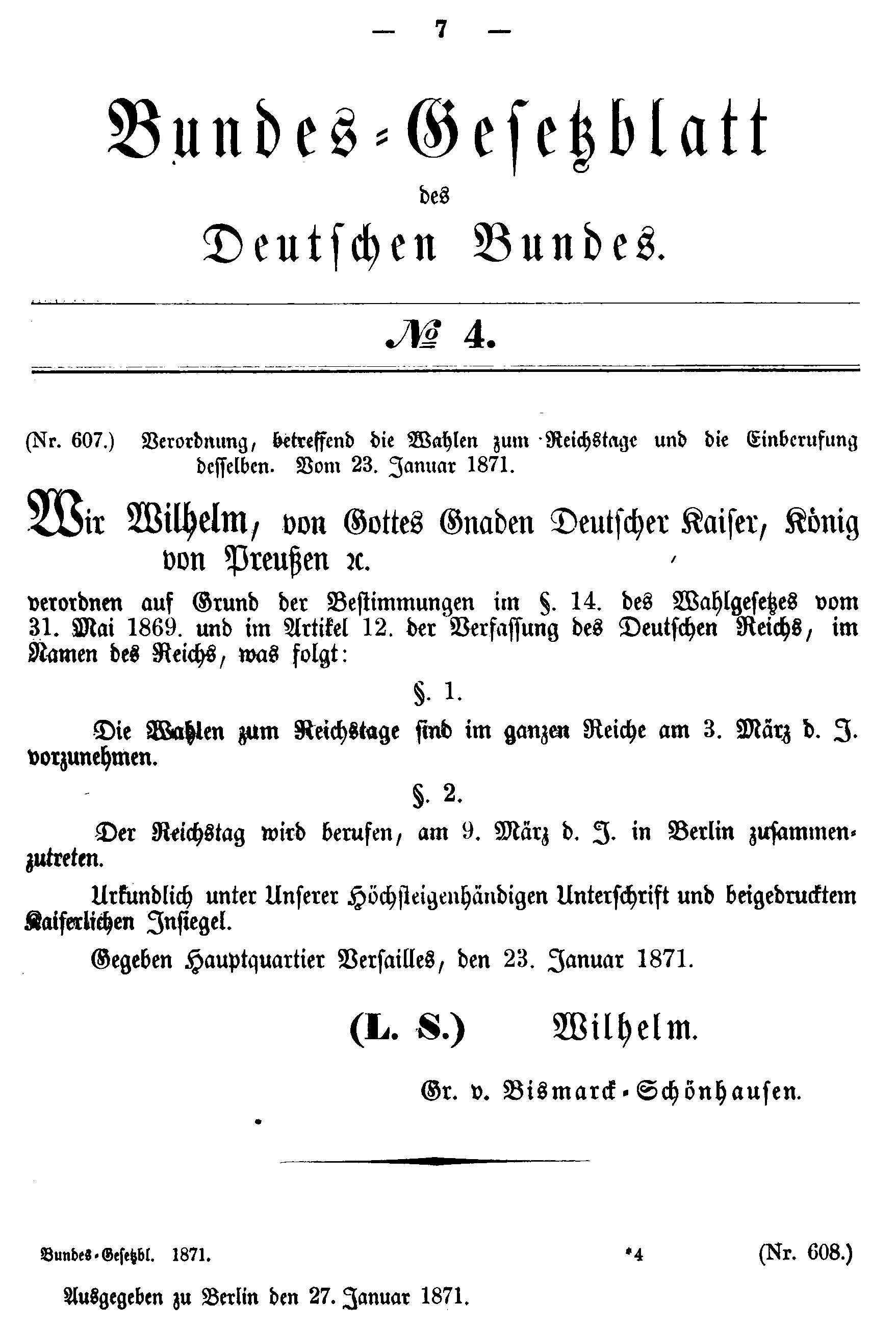
빌헬름 1세의 새로운 국가의회 선거에 관한 〈독일 연방법 관보〉(Bundesgesetzblatt des Deutschen Bundes)의 첫 번째 장.

독일 연방 헌법(독일어: Verfassung des Deutschen Bundes), 혹은 11월 헌법(독일어: Novemberverfassung)dms 1871년 1월 1일 제정된 독일 국가들의 헌법이다. 이는 북독일 연방 헌법의 수정본으로 1815년 독일 연방의 독일 연방 헌법과는 엄연히 다르다.
1871년 독일 연방 헌법에는 북독일 연방과 연방에 가입한 바덴과 헤센다름슈타트 등의 남부 독일 국가 간의 협정이 포함되어 있었지만 바이에른과 뷔르템베르크는 포함되지 않았다. 이 헌법은 1870년 12월 31일 〈독일 연방법 관보〉(Bundesgesetzblatt des Deutschen Bundes)를 통해 공표되어 그 다음 날부터 발효되었다.